# 伍德里弗 (伊利諾伊州)
伍德里弗（英語：Wood River）是一個位於美國伊利諾伊州麥迪遜縣的城市。

## 地理
伍德里弗的座標為38°51′47″N 90°05′19″W / 38.86306°N 90.08861°W，而該地的平均海拔高度為134米（即443英尺）。

## 人口
根據2010年美國人口普查的數據，伍德里弗的面積為18.53平方千米，當中陸地面積為18.08平方千米，而水域面積為0.45平方千米。當地共有人口10657人，而人口密度為每平方千米575.12人。